# 建國大學 (滿洲國)
建國大學（日语：／ Kenkoku Daigaku），简称建大，是曾位於满洲国新京直轄於滿洲國國務院的國立大學。1938年（康德5年）5月建校，至1945年（康德12年）8月因滿洲國滅亡而關閉。先后招生八期约1300人，畢業三期约300人。
該校是由辻政信根據石原莞爾提出的「亞細亞大學」構想而訂下草案，由關東軍確保了選址的安全和建立，並把“獨立滿洲國大學的自由校風”作為目標。滿洲國皇帝溥仪出席开校典礼，而當時日本昭和天皇亦有可能代表東京帝國大學出席。
建大学制六年，以塾为中心，统合大学各机构，在前期3年中除日语教学外，对学生进行“精神训练”“军事训练”“武道训练”和“作业训练”；后期3年分为政治、经济、文教三科，而“神道及皇道”“武道及武术论”“民族协和论”“东亚联合及国际团体论”亦在必修之列，着力宣传“日满一体”与“大东亚共荣”。
滿洲國亡国後，建國大學被中華民國國民政府并入國立長春大學。其校址今为长春大学所用。

## 概要

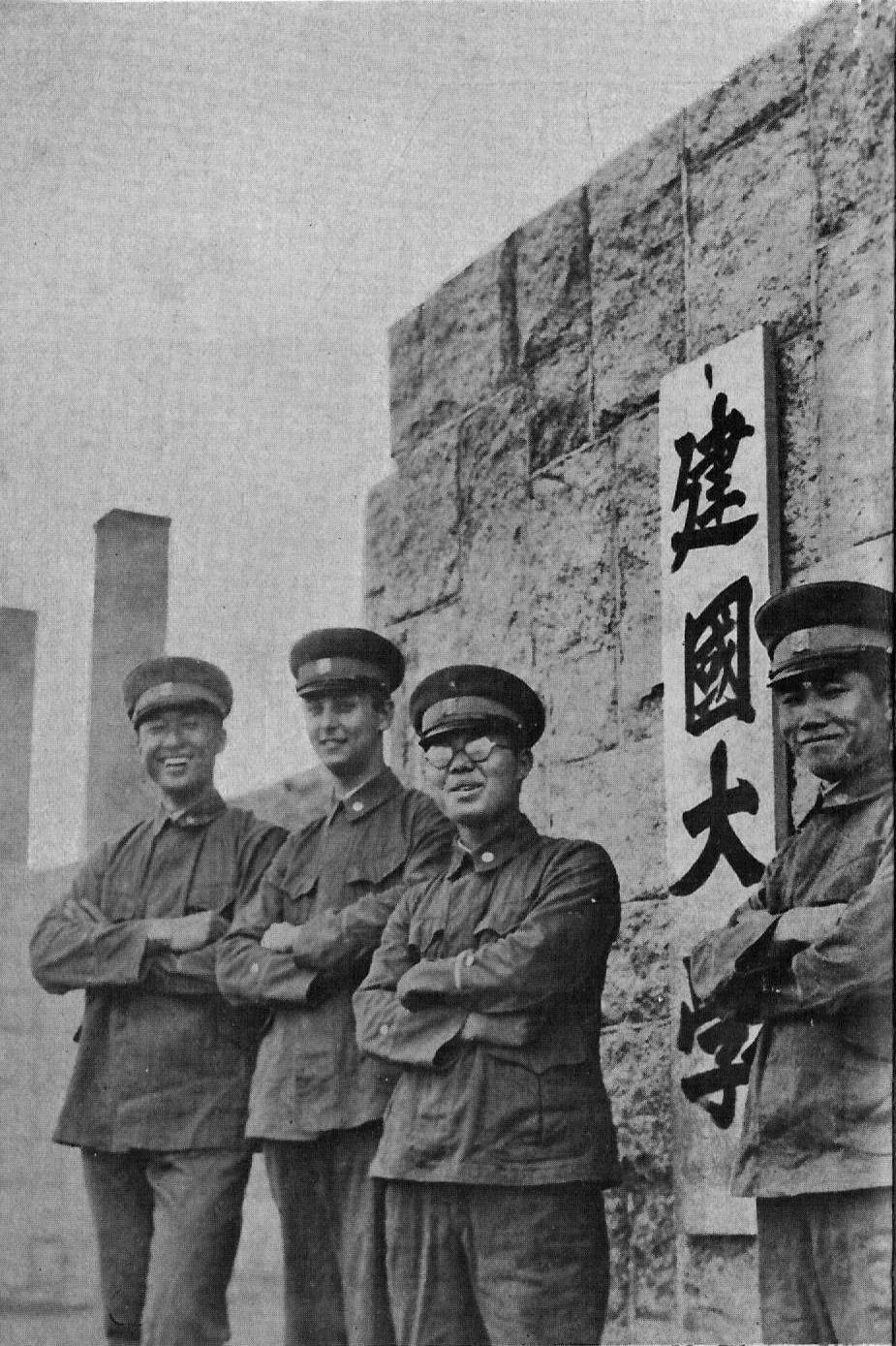
建國大學學生

大學分為預科及本科（政治學科、經濟學科、文教學科）和研究院，學費由公費全部承擔。学校依照“五族共和”原则平等招收满人、朝鲜人、白俄罗斯人、蒙古人与日本人。全部學生必需寄宿，各種族國籍學生，包括日本、滿洲（中國）、朝鮮、蒙古和俄國學生食住均一起在稱為「塾」的宿舍內生活。
校長由滿洲國國務總理大臣兼任，實質首長為日本人担任的副校長。雖然大學以民族協和的實踐作為目標，不過與滿洲國一樣充滿種族隔離。例如校門外懸掛滿洲國國旗，但卻按法律同時懸掛日本國旗；又例如食物配給方面，中國人則給高粱，朝鮮人則給高粱和大米，日本人則配給大米等，多不勝數。
雖然如此，但學術風氣是比較自由的，一些內地禁書，如《資本論》和其他講及共產主義的書籍也能通傳。戰爭爆發後，「治安維持法」被修訂，有中國學生在反滿抗日活動中被捕，而日本學生則被政府「學徒出陣」的政策被徵用。
戰爭爆發後，留下的日本學生在大學範圍內植樹，他們還為大學圖書館藏編目，直至戰後，中國的圖書館接收了這些目錄。參與這些運動的還包括滿洲人和中國人。
建大畢業生在滿洲國滅亡後，不少被蘇聯所俘或在文化大革命中被迫害。另一方面，很多朝鮮學生其後在韓國成為活躍政壇的政治家，當中以前總理姜英勳為首。可能由於一同生活的原因，有學生其後發展出跨越國籍的友誼，直至戰後。

## 沿革
- 1937年4月17日日本國務院會議，通過成立建國大學。
  - 8月5日 建國大學令公布
- 1938年5月2日 開幕禮、入學禮
  - 9月1日 建國大學研究院令公布
- 1939年1月 副校長作田莊一赴任
  - 4月11日 第二屆學生入學禮
  - 10月12日 建國大學參議會會制公布
- 1940年5月10日 建國大學學則制定
  - 11月2日 圖書館開館
- 1941年6月28日 養正堂開場式
  - 11月14日 大量中國學生被捕
- 1942年2月27日 奉迎建國神廟神璽，安於養正堂。
  - 3月3日 再有大量中國學生被捕
  - 6月6日 副校長作田請辭
  - 6月16日 尾高龜藏（日本陆军教育总监）接任副校長
- 1943年6月11日 首屆畢業禮。滿洲國皇帝、國務總理（校長）出席。
  - 10月2日 學生徵兵緩期取消
  - 12月14日 7名中國學生被捕
- 1944年6月19日 第二屆畢業禮
- 1945年8月10日 大學全面停止運作
  - 8月18日 協和奉公隊解散。尾高副校長告別禮。
  - 8月20日 建國大學解除武裝
  - 8月23日 建國大學解散禮

## 歷代副校長
- 第一任：作田莊一，學者，京都帝國大學經濟學部教授，建國大學創校準備委員。因大量中國學生被捕而引咎辭職。
- 第二任：尾高龜藏，軍人，第19師團師團長、第3軍司令官。

## 教育與研究
懷著民族協和的目標，研究目標多為探討一個多民族國家的問題與挑戰。辻政信遵從石原莞爾的理想，聘請的教授包括日本人平泉澄、筧克彦及朝鮮人崔南善，原先還欲聘中國人胡適、周作人，乃至甘地、賽珍珠和列夫·托洛茨基等不同的改革者和知識分子，以探討民族協和的前途。

## 主要教授、教師和職員
- 作田莊一副校長
- 西晋一郎名譽教授
- 筧克彦名譽教授
- 平泉澄名譽教授
- 森信三教授
- 岩間徳也
- 登張竹風
- 中山優
- 鮑明珍
- 蘇益信
- 西元宗助助教授
- 小糸夏次郎助教授
- 福島政雄専任教授
- 金原省吾
- 鈴木重雄
- 伊藤証信
- 崔南善
- 安藤俊雄[1]
- 丹羽正义[1]
- 高桥匡四郎[1]
- 寺田刚[1]

## 著名畢業生
- 林信太郎（日语：林信太郎 (官员)）（1921—2008），日本商人。曾任日本通商産業省官員、吉之島副會長。
- 高狄（1927—2019），建大一年级肄业，中国政治人物。曾任人民日報社社長、中共中央党校常务副校长、中共吉林省委書記等职务。
- 中川敬一郎（日语：中川敬一郎）（1920—2007），日本企业史学者。东京大学名誉教授、日本学士会会员。
- 姜英勛（1922—2016），韩国政治家、陆军中将。曾临时出任韓國總理。
- 野尻武敏（日语：野尻武敏）（1924—2018），建大肄業，神户大学经济学博士，日本经济学家。曾任神戸大学、大阪大学名譽教授、経済社会学会（日语：経済社会学会）会长。
- 閔機植（1921—1998），韩国政治家、大日本帝国陆军少尉、韩国陆军大将。曾任韩国陆军参谋总长。
- 伊藤肇（日语：伊藤肇）（1926—1980），日本评论家。
- 重松徳（日语：重松徳）（1927—1992），日本铁道实业家。曾任琵琶湖汽船（日语：琵琶湖汽船）社长。
- 五代夏夫（日语：五代夏夫）（1913—2016），日本作家。
- 岩渕克郎（日语：岩渕克郎）（1919—2001），日本教育家。在校期间组织了校园绿化运动，制定“景观美化计划”，成立“建国大学植树队”，推动了全校师生参与建成了大片防风林。
- 江口末人（日语：江口末人）（1923—2006），曾任《每日新闻》编辑、《每日通讯》社（日语：マイナビ）首任社长。
- 上野英信（日语：上野英信）（1923—1987），日本报告文学作家。
- 杰尔格勒（1917—1982），1944届毕业生，中国政治人物。曾任中共内蒙古自治区党委副书记兼内蒙古自治区人民政府副主席。
- 那庚辰，东北师范大学日本研究所教授[1]。

### 引用
1. 1 2 3 4 5 6  山根幸夫. . 抗日战争研究: 120–128.
2. ↑  平泉、筧は建大創設準備委員、崔は建大教授を実際に務めた。山根幸夫は、胡適、周作人、ガンジー、パール・バック、トロツキーについて、教官としてではなく「研究の素材」として招聘しようとしていたとする。